# Krün
Krün település Németországban, azon belül Felső-Bajorországban. A településtől néhány kilométerrel délre fut a német-osztrák határ. A falu Mittenwaldal és Wallgauval együtt a turizmus központja, amely a régióban egész évben kiindulópontja a sportnak és szabadidős tevékenységeknek, mint a túrázás és a sífutás.
Lakosainak száma 1944 fő (2023. december 31.). Krün Mittenwald és Wallgau községekkel határos.

## Népesség
A település népessége az elmúlt években az alábbi módon változott:
| Lakosok száma | 267  | 1785 | 1750 | 1745 | 1905 | 1879 | 1912 | 1930 | 1950 | 1944 |
|               | 1875 | 1950 | 1975 | 1987 | 2012 | 2014 | 2016 | 2017 | 2021 | 2023 |

## Fekvése
A Felső Isar-völgyében, Münchentől mintegy 100 km-rel délre és Garmisch-Partenkirchentől 15 km-rel keletre, Mittenwaldtól 6 km-rei északra és Wallgautól 2 km-rel délre fekvő település.

## A település részei
- Krün,
- Barmsee,
- Tennsee,
- Klais,
- Gerold,
- Kranzbach,
- Elmau és
- Plattele

## Története
Krün nevét 1294-ben említették először az oklevelek. 1491-ben az itteni kolostort tűz égette fel, de a hamarosan újjáépítették. Krün a Freising-i püspökség alárendeltségéhez tartozott.
1803-ban a birodalmi főrendi határozat (Reichsdeputationshauptschluss) alapján a település a bajor választófejedelemséghez csatlakozott.
Mai temploma 1818-ban épült.

## Galéria

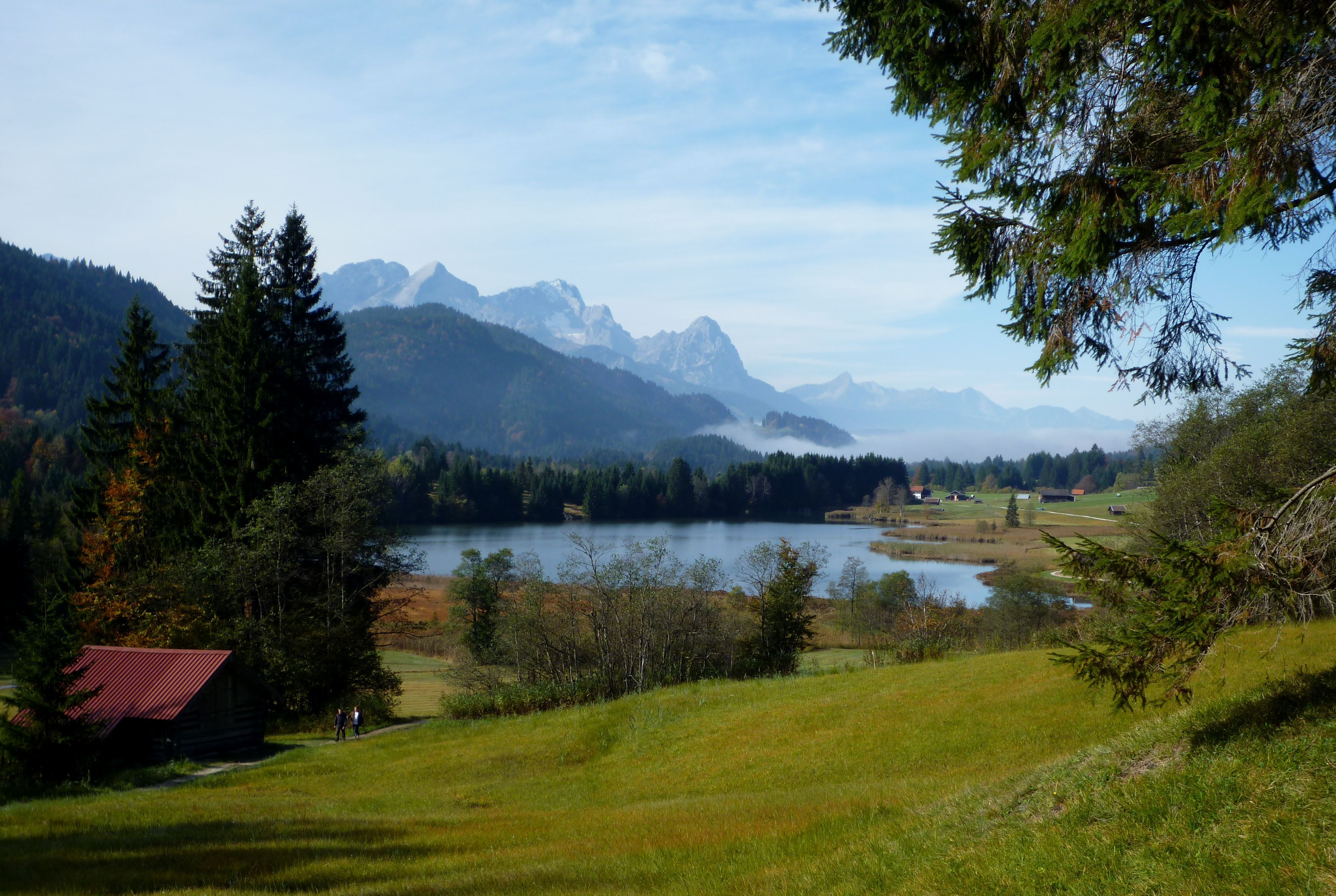
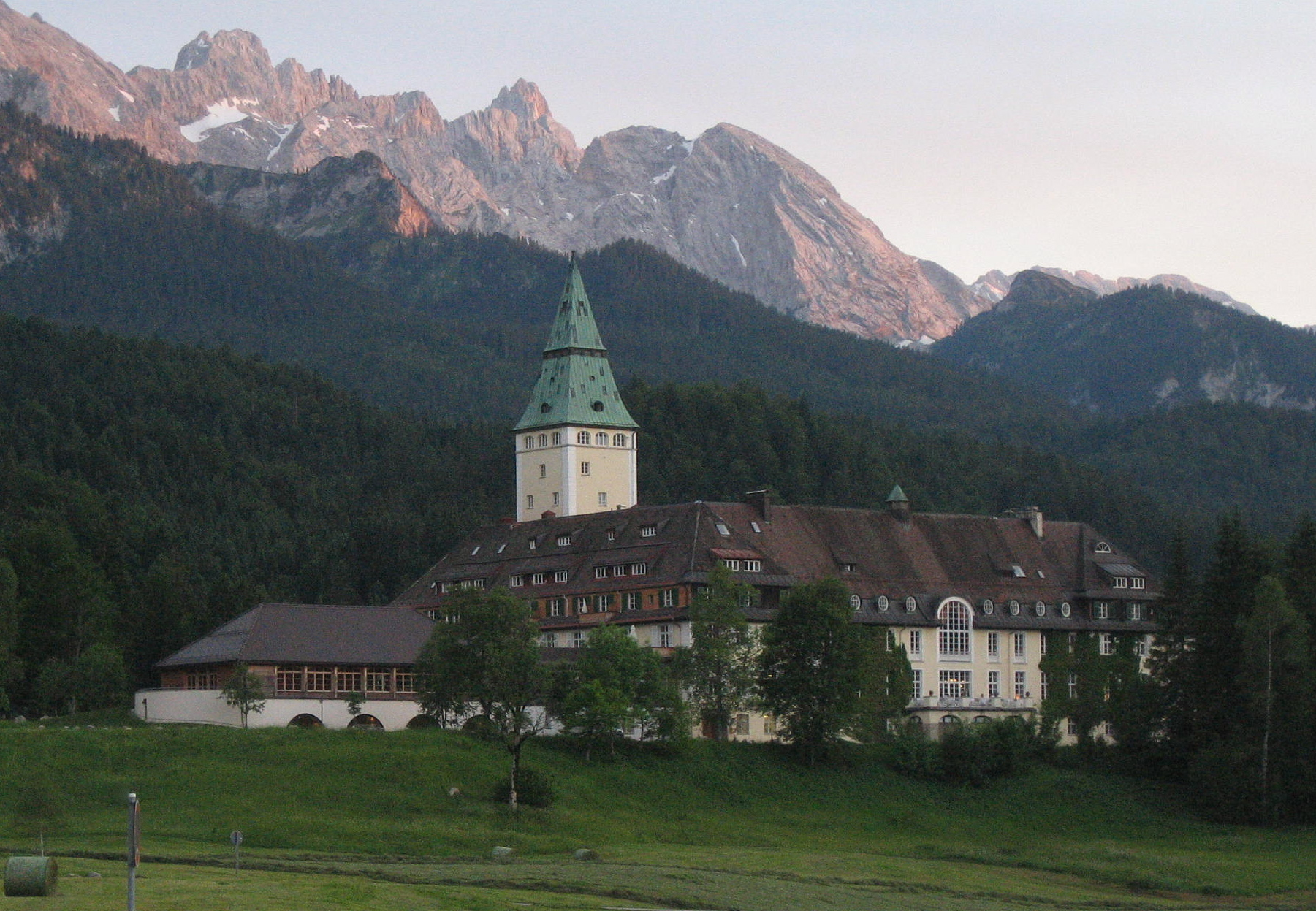
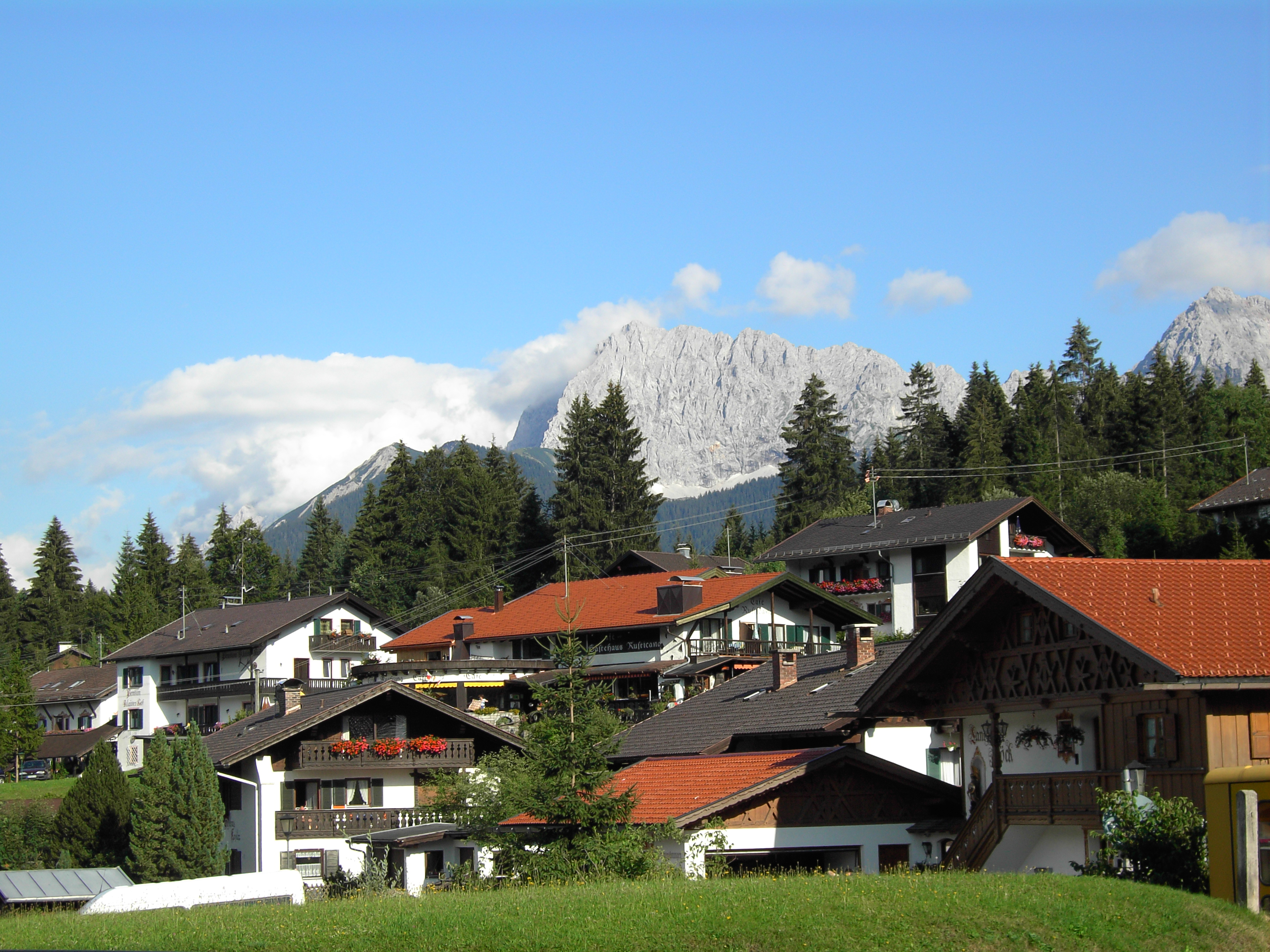
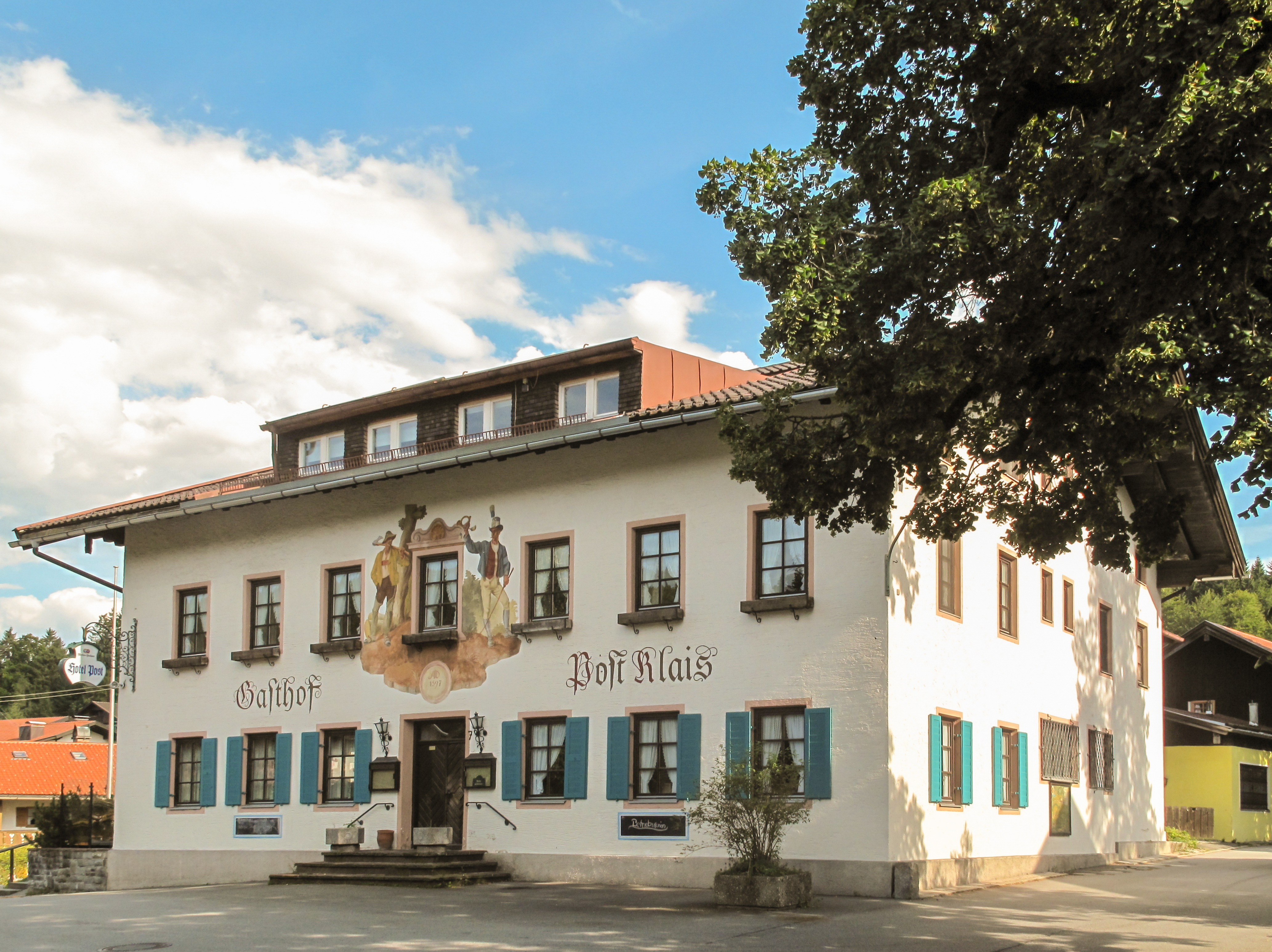
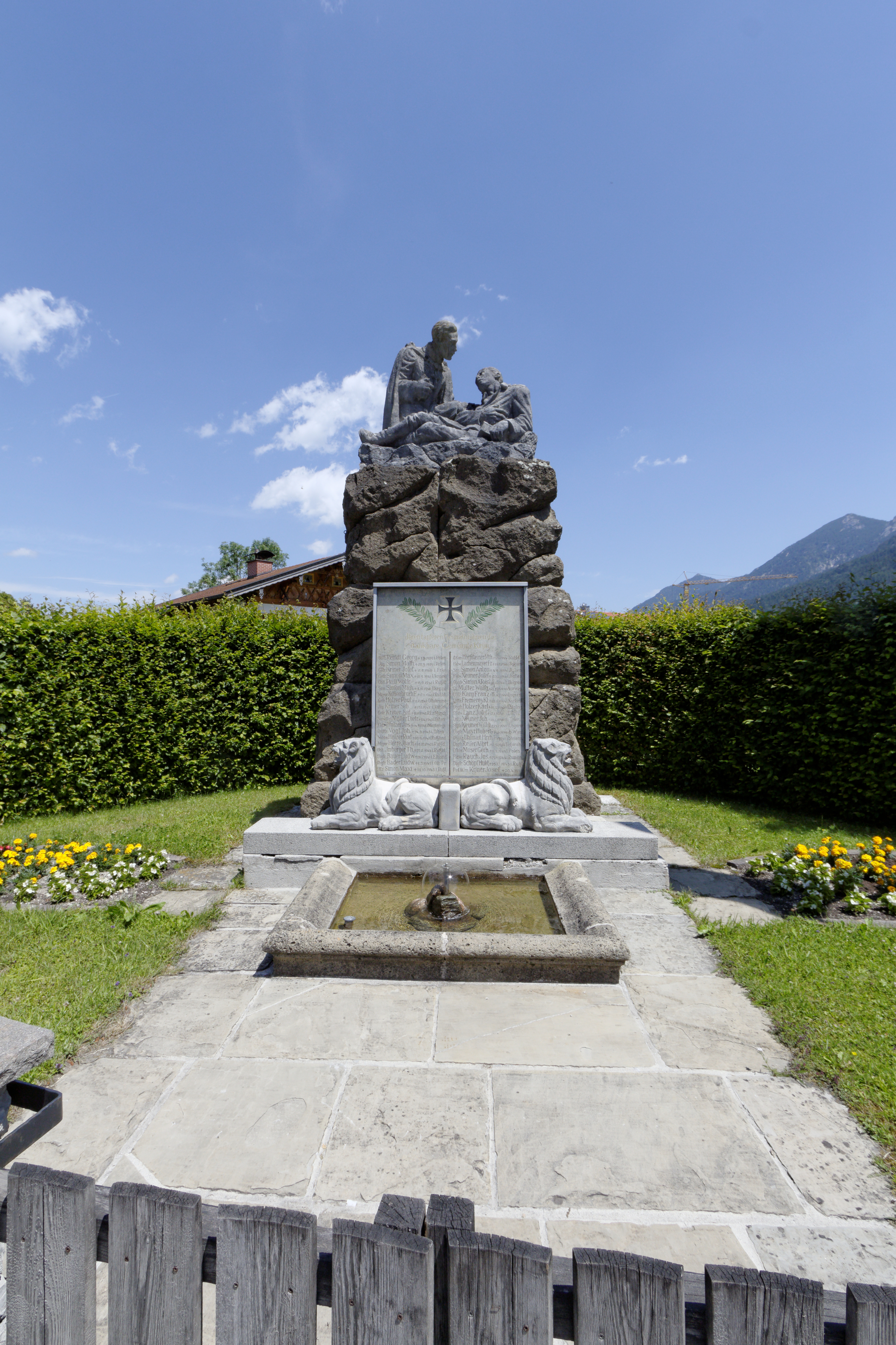
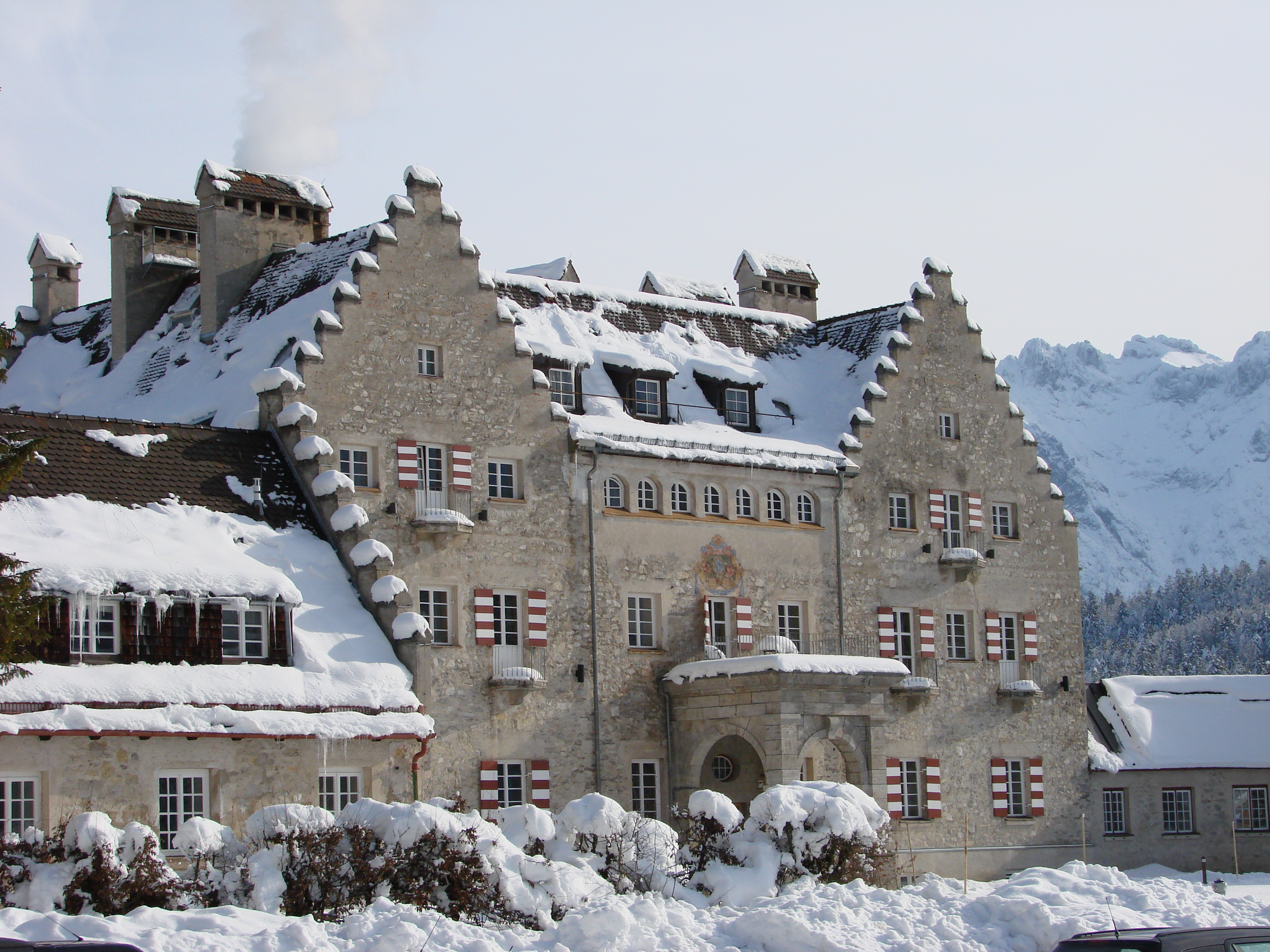
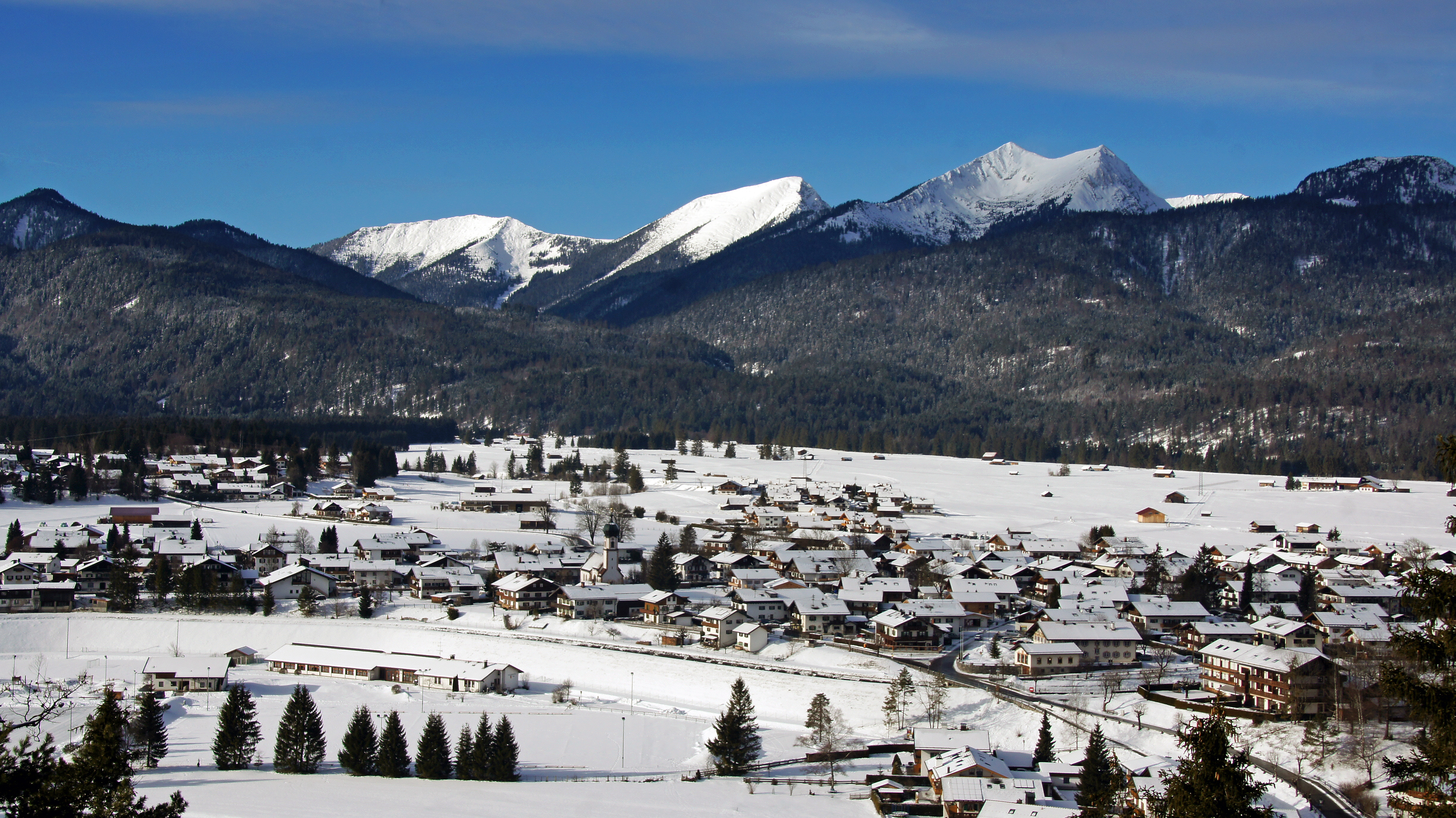

## Nevezetességek
- Az elmaui kastély
- Templom